# Микашавидзе, Василий
Василий Микашавидзе (16 ноября 1968, Тбилиси, Грузинская ССР) — советский и грузинский футболист, нападающий.
Воспитанник футбольной школы № 35 (ДЮСШ ТУНО) Тбилиси, первый тренер Т. Твалчрелидзе. С 1985 года — в составе «Динамо» Тбилиси, в 1985—1987 годах в 49 матчах за дубль забил 15 голов. В основной команде дебютировал 10 марта 1987 года — в домашнем матче первого тура чемпионата против московского «Спартака» (1:3) вышел на замену на 63-й минуте. 2 июня в домашнем матче третьего тура Кубка Федерации против «Гурии» (6:2), выйдя на замену после перерыва, забил свой единственный гол за «Динамо» — на 79-й минуте при счёте 4:2. 29 июля провёл свой второй и последний матч в чемпионате СССР — в гостевом матче с «Кайратом» (0:3) вышел на замену на 72-й минуте. В сентябре провёл ещё два матча в Кубке Федерации. В 1989 году сыграл пять матчей, забил один гол за «Динамо» Батуми в первой лиге. В сезонах 1990—1992/93 играл в чемпионате Грузии за клуб «Горда»/«Металлург» Рустави. В 1995 году играл за американский клуб «Ралли» (Северная Каролина) — Raleigh Flyers из USISL Professional League.[уточнить]
В составе юношеской сборной СССР выиграл турнир УЕФА 1985 (до 16 лет).
В конце 2000 года был избран вице-президентом федерации футбола Тбилиси.